# Данные пассажира
Данные пассажира (англ. passenger name record) — запись в базе данных компьютерной системы бронирования о маршруте пассажира (или группы пассажиров, путешествующих вместе). Первоначально появились в авиации для обмена информацией о бронировании в случае если маршрут движения пассажира включал состыкованные перелёты рейсами разных авиакомпаний.